# Вардасовна, Мария
Мария Вардасовна, или Мария Вардас (пол. Maria Wardasówna; 5 июля 1907, Roztropice, Бельский повят — 7 апреля 1986, Варшава) — польская писательница и лётчица.
Вардасовна родилась в Розтропице Тешинской Силезии и посещала школу в Скочуве. Она изучала бухгалтерский учёт и стенографию и в 1928 году начала работать стенографисткой в провинциальном правительственном учреждении. Она заинтересовалась мотоциклами и купила один, катаясь в брюках и вызвав критику со стороны общества и своего работодателя. Вскоре её уволили с работы на том основании, что она как правительственный чиновник, ездивший на мотоцикле, нанесла ущерб репутации правительства.
Вардасовна переехала в Катовице и устроилась там на новую работу. Она также присоединилась к Польской ассоциации автоспорта и продолжила ездить на мотоцикле. Кроме того, она брала уроки полётов в Силезском аэроклубе и в 1931 году стала первой женщиной в Силезии и второй женщиной в Польше, получившей лицензию пилота. В том же 1931 году Вардасовна приняла участие в авиапробеге по Польше, заняв первое место. В следующем году она написала дневник ралли, и, поскольку он был хорошо принят, она позже превратила его в книгу «Maryśka ze Śląska», которую опубликовала в 1937 году.
В 1930-х годах она училась у Густава Морцинека, ведущего польского писателя, и в 1934 году опубликовала свою первую книгу, которая была автобиографической; однако её писательская карьера была прервана началом Второй мировой войны. Во время войны она участвовала в подпольном движении сопротивления, известном как «Волки». После войны она продолжила писать, а также работала в польских авиалиниях LOT.

## Публикации
- Próba skrzydeł (1934)[1]
- Dziewczyna z chmur (1934)
- Maryśka ze Śląska (1935)[4]
- W śniegu i słońcu (1939)
- Rekord Władka Dzięcioła (1947)[1]
- Wyłom (1951—1966)
- Zew przestworzy, (1961)[1] — биографический роман о Франтишеке Жвирко и Станиславе Вигура
- Kościuszko" jeździ po Milwaukee (1977)[1]
- Maryśka za wielką wodą (1988)[1]